# Torre dei Lamberti
La torre dei Lamberti è una struttura di epoca medievale che si trova a Verona, in prossimità della centrale piazza delle Erbe.

## Storia e descrizione
All'incirca a metà di piazze Erbe sorge la torre dei Lamberti, appartenuta all'omonima famiglia e la cui costruzione si fa risalire al 1172. La prima fase romanica, di altezza modesta, si può facilmente individuare in quanto corrisponde alla parte di costruzione caratterizzata da una muratura in cui si alternano regolari fasce di mattoni di laterizio e conci di tufo. Nel 1295, a seguito della deliberazione del 28 novembre, vennero installate sulla torre due campane ancora presenti: il Rengo, di maggiori dimensioni, per la convocazione del Consiglio comunale e per la chiamata alle armi, e la Marangona, più piccola, per gli incendi.

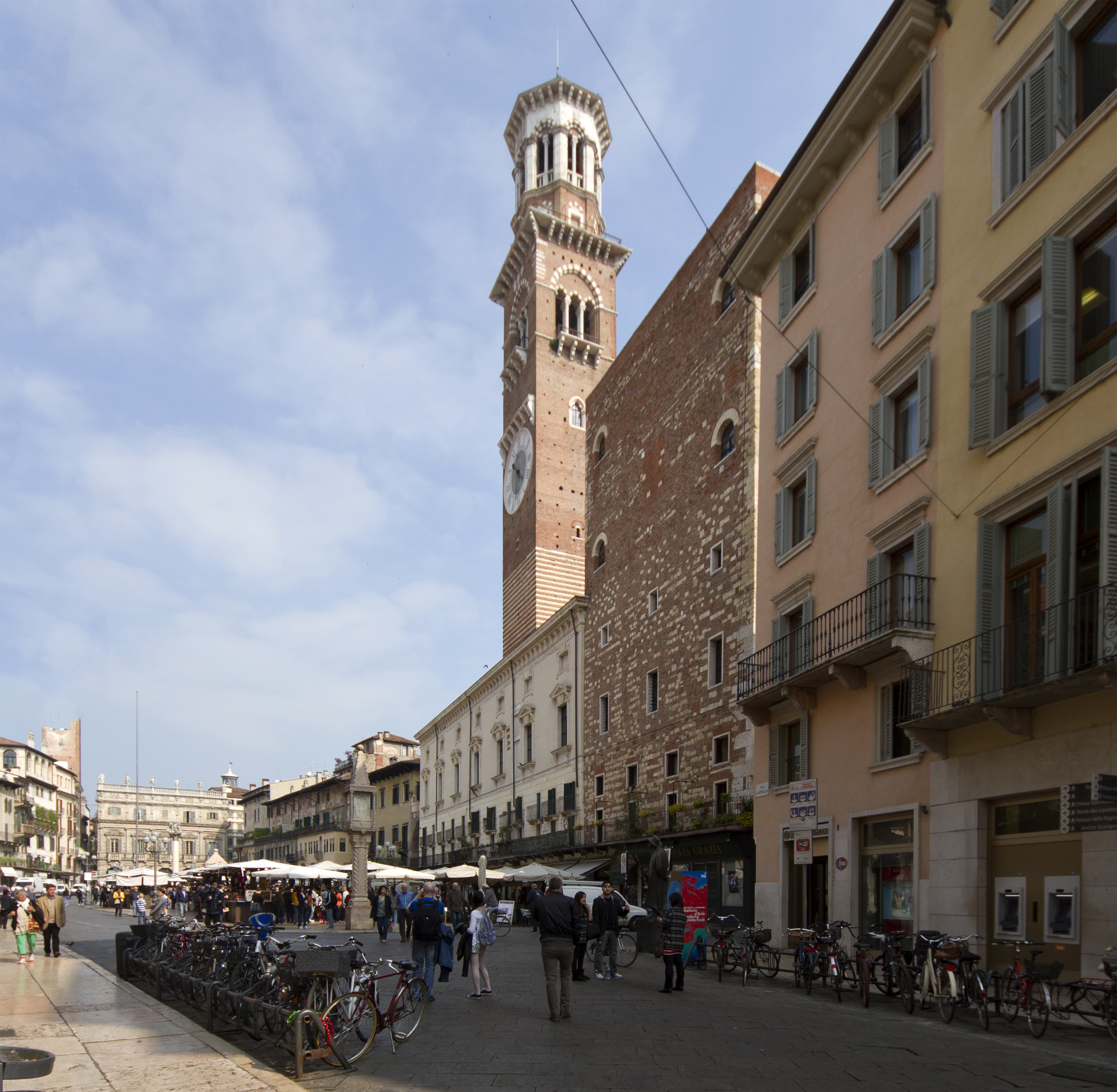
La torre vista da piazze Erbe

Notizie successive raccontano di un fulmine che nel maggio 1403 fece crollare la sommità della torre cui seguirono i lavori di restauro e innalzamento: tali lavori partirono solamente nel 1448 e terminarono tra il 1463 e il 1464 e videro la realizzazione della cella campanaria ottagonale, in cui si aprono alte ed eleganti bifore gotiche in pietra. Tra 1779 e 1798 venne infine aggiunto l'orologio, vista la notevole altezza di 84 metri della torre, visibile da tutta la città.
Dal 1972 la torre è aperta al pubblico per consentire a turisti e veronesi di godere del panorama della città e delle Torricelle.

### Le campane

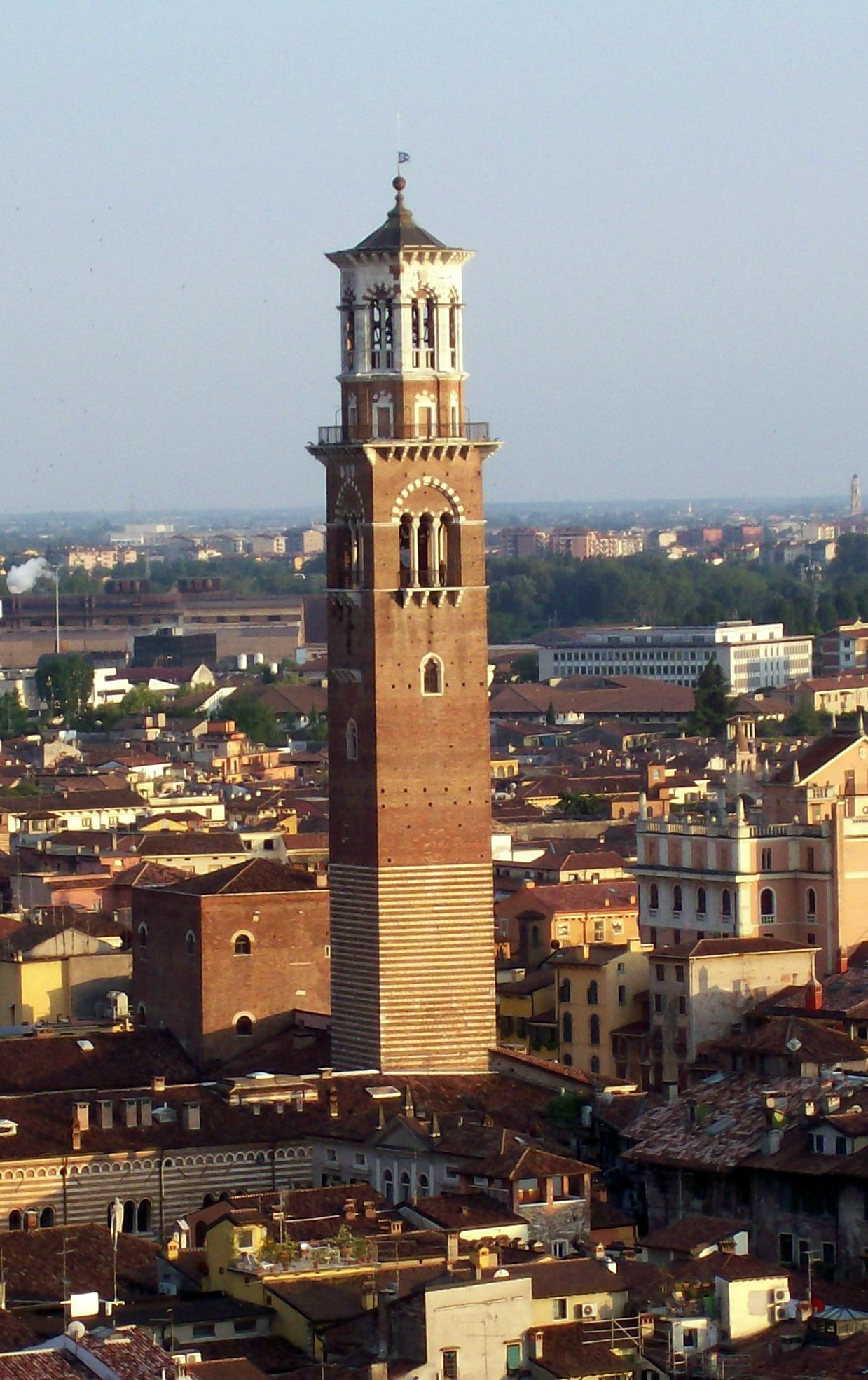
La torre fotografata dal campanile del Duomo di Verona

Nel 1272 gli statuti cittadini stabilirono che, oltre alla campana dell'arengo (poi denominata Rengo, nome derivato dall'assemblea che chiamava in adunanza), ve ne fosse anche un'altra, la Marangona (che invece deriva da "marangon", che nel dialetto veronese significa falegname), per segnalare l'inizio e la fine delle attività lavorative.
Nel 1311 una campana venne rifusa e ne fu aggiunta un'altra, denominata Consolata. Nel 1394 toccò a Gianfrancesco da Legnago rifare il Rengo, il quale era allora usato anche per scandire le esecuzioni delle condanne capitali, gli allarmi, i segnali di incendio e il raduno delle milizie.
A quel tempo erano presenti nella torre i campanari, aventi anche la funzione di custodi, guardie carcerarie (la torre solitamente ospitava qualche detenuto) e vedette. Erano male stipendiati, ma potevano alloggiare gratuitamente nella torre ed erano esenti da tasse e da obblighi militari. Nel 1406 i campanari fecero una supplica affinché il governatore veneziano (da poco Verona si era dedicata alla Serenissima) mantenesse i loro privilegi, cosa da lui confermata. Sono giunti fino a noi i nomi dei suonatori di allora: Giovanni di Bonifacio da San Giovanni in Valle, Cristoforo di Michele da San Nazaro, Benassù di Giacomo da Santa Maria in Organo e Giovanni di Nicola Cappucci da San Fermo.

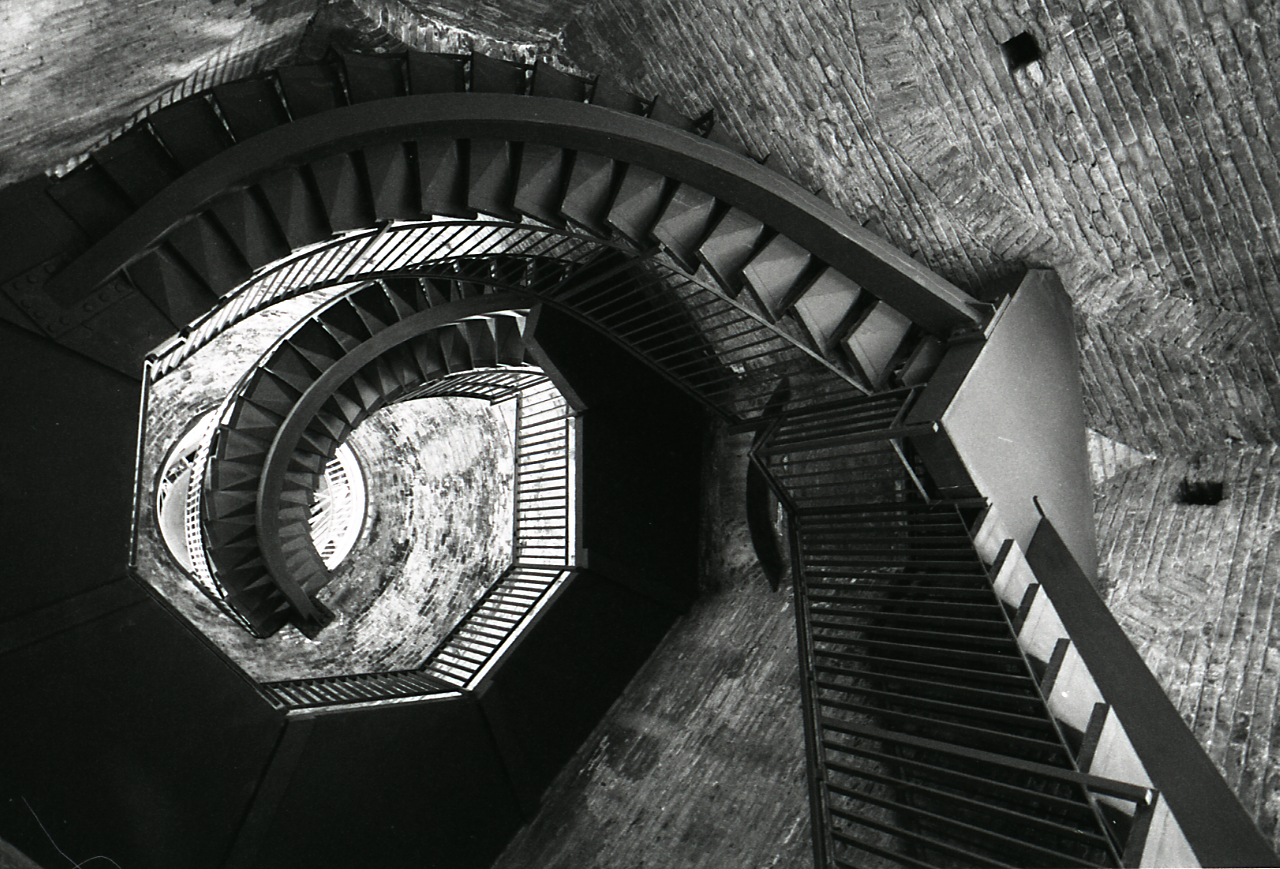
La scala a chiocciola nella torre, che permette l'accesso alla cella campanaria, in una fotografia del 1972 di Paolo Monti

Nel 1452 all'Archicampanista Gasparino da Vicenza fu assegnata la rifusione delle campane Marangona e Rengo. Nel 1471 la Marangona fu nuovamente rifatta poiché si incrinò. Nel 1521 i Bonaventurini rifecero il Rengo, che fu dagli stessi rifuso nuovamente nel 1557, ottenendo quello che ancora oggi squilla sulla torre, all'interno della cella ottagonale. Nel 1597 la dinastia Da Levo rifuse invece la Marangona, come ricorda il maestro Gardoni, «in sagoma gotica». Si conosce anche l'identità dei campanari in servizio nel 1606, Ruggero Minali e figli, sostituiti nell'incarico, dal 1632 al 1797 dalla famiglia Tanara, nelle cui cronache si ricorda come una loro anziana famigliare rimase incenerita da un fulmine mentre stendeva ad una finestra della torre; dalla stessa cadde poi un giovane della loro famiglia senza riportare lesione alcuna.
Nel 1779 il celebre fonditore Giuseppe Ruffini preparò una campanella delle ore in Si (in accordo di ottava col Rengo) e un'altra, detta Rabbiosa, per completare l'accordo che così risultava: Rengo, nota Si bemolle, fuso dai Bonaventurini nel 1557; Marangona, nota Re, fusa dai Da Levo nel 1597; Rabbiosa, nota Fa diesis, fusa da Ruffini nel 1779; Consolata o Bajona, nota La, fusa da ignoto nel 1311; e infine il Campanello delle ore, nota Si bemolle, fuso da Ruffini nel 1779. Queste sono le campane che suonarono durante lo storico episodio delle Pasque Veronesi.

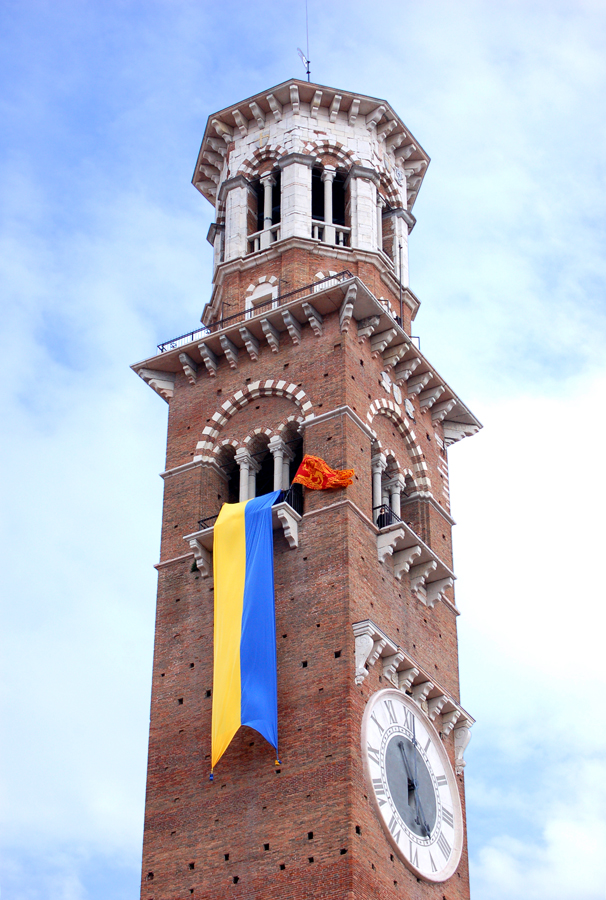
Dettaglio della cella campanaria durante la rievocazione della Pasque Veronesi

Sempre nel 1779 vi fu la proposta di collocare un grande orologio sulla torre, ma l'orologiaio che doveva compiere il lavoro morì prima di iniziare. Fu così, nel 1798, il conte Giovanni Sagramoso a collocare, a sue spese, l'orologio, in sostituzione di quello della vicina torre del Gardello, il quale aveva smesso di funzionare da tempo.
Nel 1833 il Cavaliere Giovanni Cavadini, direttore di una fonderia di campane rivale di quella del fratello Francesco, rifuse Marangona, Rabbiosa e Bajona ottenendo il complesso attuale, così composto: Rengo, nota Si bemolle 2, diametro 184 cm, peso 4215 kg, fusa dai Bonaventurini nel 1557, la quale si tratta una delle migliori campane del Rinascimento sia dal punto di vista acustico che decorativo, oltreché una rarità per epoca e dimensioni; Marangona, nota Re3, diametro 130 cm, peso 1300 kg, ottima e ricca fusione di Giovanni Cavadini del 1833, si tratta di una delle migliori realizzazioni del periodo e, senza dubbio, la migliore di questo fonditore; Bajona, nota Fa3, diametro 108 cm, peso 750 kg, fusa con la Marangona; Campanello, nota Si bemolle 3, diametro 82 cm, peso 330 kg, fusa dal Ruffini nel 1779, usata sempre come segnale orario. L'insieme, da cui venne esclusa la campana Consolata, non più ripristinata, forma un accordo armonico fondamentale di quattro bronzi "a salto" (Sib2-Re3-Fa3-Sib3), come era d'uso in epoca barocca.
Agli inizi del Novecento il compito di suonare il concerto di campane fu affidato ai campanari della basilica di Santa Anastasia. Fu il Rengo, il 4 novembre 1918 alle ore 10:30, suonando a festa, ad annunciare l'armistizio con l'Austria, conclusione della prima guerra mondiale. Dopo la seconda guerra mondiale la gestione delle campane della torre passò alla società campanaria della chiesa di Santa Maria in Organo (che, nel 1994, fu riassorbita da quella di Santa Anastasia).